# Loi de Prairial
Loi de Prairial eller loi de la Grande Terreur var en fransk lag som utfärdades av det franska nationalkonventet under franska revolutionen 10 juni 1794. Den spelade en betydande roll under skräckväldet.
Lagen lades fram av Georges Auguste Couthon och skrevs enligt Laurent Lecointre av Maximilien Robespierre. Lagen förenklade ytterligare den juridiska processen för välfärdsutskottet att åtala och avrätta politiska fångar. Förenklingen var så effektiv att fängelserna översvämmades under skräckväldets sista månader, vilket gjorde att utskottet skapade policyn Conspiration des prisons för att tömma fängelserna. 